# Tournoi de tennis de Palerme
Le tournoi de Palerme (Sicile, Italie) est un tournoi international de tennis féminin du circuit professionnel WTA.
L'épreuve est organisée chaque année, mi-juillet, sur terre battue et en extérieur, pour la première fois en 1990, jusqu'en 2013. Elle revient en 2019, en remplacement du tournoi de Nanchang déplacé en septembre
Avec cinq succès (dont trois consécutifs de 2004 à 2006), Anabel Medina Garrigues détient le record de victoires en simple.

## Palmarès

### Simple
| No   | Date       | Nom et lieu du tournoi                  | Catégorie      | Dotation       | Surface        | Vainqueure         | Finaliste           | Score          |                |
| ---- | ---------- | --------------------------------------- | -------------- | -------------- | -------------- | ------------------ | ------------------- | -------------- | -------------- |
| (I)  | 08-08-1988 | Torneo Internazionale, Palerme          | [ 2 ]          | 25 000 $       | Terre (ext.)   | Karin Kschwendt    | Marzia Grossi       | 4-6, 6-0, 6-1  |                |
| (II) | 10-04-1989 | Torneo Internazionale, Palerme          | [ 2 ]          | 25 000 $       | Terre (ext.)   | Janine Thompson    | Laura Golarsa       | 6-2, 6-7, 6-4  |                |
| 1    | 09-07-1990 | Torneo Internazionale, Palerme          | Tier IV        | 75 000 $       | Terre (ext.)   | Isabel Cueto       | Barbara Paulus      | 6-2, 6-2       | Tableau        |
| 2    | 08-07-1991 | Torneo Internazionale, Palerme          | Tier IV        | 75 000 $       | Terre (ext.)   | Mary Pierce        | Sandra Cecchini     | 6-0, 6-3       | Tableau        |
| 3    | 06-07-1992 | Torneo Internazionale, Palerme          | Tier IV        | 100 000 $      | Terre (ext.)   | Mary Pierce        | Brenda Schultz      | 6-1, 6-7, 6-1  | Tableau        |
| 4    | 05-07-1993 | Torneo Internazionale, Palerme          | Tier IV        | 100 000 $      | Terre (ext.)   | Radka Bobková      | Mary Pierce         | 6-3, 6-2       | Tableau        |
| 5    | 04-07-1994 | Torneo Internazionale, Palerme          | Tier IV        | 100 000 $      | Terre (ext.)   | Irina Spîrlea      | Brenda Schultz      | 6-4, 1-6, 7-6  | Tableau        |
| 6    | 10-07-1995 | Torneo Internazionale, Palerme          | Tier IV        | 107 500 $      | Terre (ext.)   | Irina Spîrlea      | Sabine Hack         | 7-6, 6-2       | Tableau        |
| 7    | 15-07-1996 | Torneo Internationale, Palerme          | Tier IV        | 107 500 $      | Terre (ext.)   | Barbara Schett     | Sabine Hack         | 6-3, 6-3       | Tableau        |
| 8    | 14-07-1997 | Torneo Internazionale, Palerme          | Tier IV        | 163 000 $      | Terre (ext.)   | Sandrine Testud    | Elena Makarova      | 7-5, 6-3       | Tableau        |
| 9    | 13-07-1998 | Torneo Internazionale, Palerme          | Tier IV        | 107 500 $      | Terre (ext.)   | Patty Schnyder     | Barbara Schett      | 6-1, 5-7, 6-2  | Tableau        |
| 10   | 12-07-1999 | Torneo Internazionale, Palerme          | Tier IVa       | 142 500 $      | Terre (ext.)   | Anastasia Myskina  | Angeles Montolio    | 3-6, 7-6, 6-2  | Tableau        |
| 11   | 10-07-2000 | Internazionali Femminili, Palerme       | Tier IVb       | 110 000 $      | Terre (ext.)   | Henrieta Nagyová   | Pavlina Nola        | 6-3, 7-5       | Tableau        |
| 12   | 09-07-2001 | Internazionali Femminili, Palerme       | Tier V         | 110 000 $      | Terre (ext.)   | Anabel Medina      | Cristina Torrens    | 6-4, 6-4       | Tableau        |
| 13   | 08-07-2002 | Internazionali Femminili, Palerme       | Tier V         | 110 000 $      | Terre (ext.)   | Mariana Díaz-Oliva | Vera Zvonareva      | 6-76, 6-1, 6-3 | Tableau        |
| 14   | 07-07-2003 | Internazionali Femminili, Palerme       | Tier V         | 110 000 $      | Terre (ext.)   | Dinara Safina      | Katarina Srebotnik  | 6-3, 6-4       | Tableau        |
| 15   | 19-07-2004 | Internazionali Femminili, Palerme       | Tier V         | 110 000 $      | Terre (ext.)   | Anabel Medina      | Flavia Pennetta     | 6-4, 6-4       | Tableau        |
| 16   | 18-07-2005 | Internazionali Femminili, Palerme       | Tier IV        | 140 000 $      | Terre (ext.)   | Anabel Medina      | Klára Koukalová     | 6-4, 6-0       | Tableau        |
| 17   | 18-07-2006 | Internazionali Femminili, Palerme       | Tier IV        | 145 000 $      | Terre (ext.)   | Anabel Medina      | Tathiana Garbin     | 6-4, 6-4       | Tableau        |
| 18   | 16-07-2007 | Internazionali Femminili, Palerme       | Tier IV        | 145 000 $      | Terre (ext.)   | Ágnes Szávay       | Martina Müller      | 6-0, 6-1       | Tableau        |
| 19   | 07-07-2008 | Internazionali Femminili, Palerme       | Tier IV        | 145 000 $      | Terre (ext.)   | Sara Errani        | Mariya Koryttseva   | 6-2, 6-3       | Tableau        |
| 20   | 13-07-2009 | Internazionali Femminili, Palerme       | Intern'l       | 220 000 $      | Terre (ext.)   | Flavia Pennetta    | Sara Errani         | 6-1, 6-2       | Tableau        |
| 21   | 12-07-2010 | XXIII Internazionali Femminili, Palerme | Intern'l       | 220 000 $      | Terre (ext.)   | Kaia Kanepi        | Flavia Pennetta     | 6-4, 6-3       | Tableau        |
| 22   | 11-07-2011 | XXIV Internazionali Femminili, Palerme  | Intern'l       | 220 000 $      | Terre (ext.)   | Anabel Medina      | Polona Hercog       | 6-3, 6-2       | Tableau        |
| 23   | 09-07-2012 | XXV Internazionali Femminili, Palerme   | Intern'l       | 220 000 $      | Terre (ext.)   | Sara Errani        | Barbora Strýcová    | 6-1, 6-3       | Tableau        |
| 24   | 08-07-2013 | XXVI Italiacom Open, Palerme            | Intern'l       | 235 000 $      | Terre (ext.)   | Roberta Vinci      | Sara Errani         | 6-3, 3-6, 6-3  | Tableau        |
|      | 2014-2018  | Pas de tournoi                          | Pas de tournoi | Pas de tournoi | Pas de tournoi | Pas de tournoi     | Pas de tournoi      | Pas de tournoi | Pas de tournoi |
| 25   | 22-07-2019 | 30° Palermo Ladies Open, Palerme        | Intern'l       | 226 750 $      | Terre (ext.)   | Jil Teichmann      | Kiki Bertens        | 7-63, 6-2      | Tableau        |
| 26   | 03-08-2020 | 31° Palermo Ladies Open, Palerme        | Intern'l       | 163 103 $      | Terre (ext.)   | Fiona Ferro        | Anett Kontaveit     | 6-2, 7-5       | Tableau        |
| 27   | 19-07-2021 | 32° Palermo Ladies Open, Palerme        | WTA 250        | 235 238 $      | Terre (ext.)   | Danielle Collins   | Elena-Gabriela Ruse | 6-4, 6-2       | Tableau        |
| 28   | 17-07-2022 | 33° Palermo Ladies Open, Palerme        | WTA 250        | 251 750 $      | Terre (ext.)   | Irina-Camelia Begu | Lucia Bronzetti     | 6-2, 6-2       | Tableau        |
| 29   | 17-07-2023 | 34° Palermo Ladies Open, Palerme        | WTA 250        | 259 303 $      | Terre (ext.)   | Zheng Qinwen       | Jasmine Paolini     | 6-4, 1-6, 6-1  | Tableau        |
| 30   | 15-07-2024 | 35° Palermo Ladies Open, Palerme        | WTA 250        | 267 082 $      | Terre (ext.)   | Zheng Qinwen       | Karolína Muchová    | 6-4, 4-6, 6-2  | Tableau        |
| 31   | 21-07-2025 | 36° Palermo Ladies Open, Palerme        | WTA 125        | 115 000 $      | Terre (ext.)   | Francesca Jones    | Anouk Koevermans    | 6-3, 6-2       | Tableau        |

### Double
| No   | Date       | Nom et lieu du tournoi                 | Catégorie      | Dotation       | Surface        | Vainqueures                                | Finalistes                                 | Score             |                |
| ---- | ---------- | -------------------------------------- | -------------- | -------------- | -------------- | ------------------------------------------ | ------------------------------------------ | ----------------- | -------------- |
| (I)  | 08-08-1988 | Torneo Internazionale Palerme          | [ 2 ]          | 25 000 $       | Terre (ext.)   | Janet Souto-Garcia Rosa Bielsa-hierro      | Allison Cooper Mary Norwood                | 6-3, 2-6, 7-5     |                |
| (II) | 10-04-1989 | Torneo Internazionale Palerme          | [ 2 ]          | 25 000 $       | Terre (ext.)   | Barbara Romano Marzia Grossi               | Rachel McQuillan Kristine Radford          | 6-3, 6-2          |                |
| 1    | 09-07-1990 | Torneo Internazionale Palerme          | Tier IV        | 75 000 $       | Terre (ext.)   | Laura Garrone Karin Kschwendt              | Florencia Labat Barbara Romano             | 6-2, 6-4          | Tableau        |
| 2    | 08-07-1991 | Torneo Internazionale Palerme          | Tier IV        | 75 000 $       | Terre (ext.)   | Petra Langrová Mary Pierce                 | Laura Garrone Mercedes Paz                 | 6-3, 6-7, 6-3     | Tableau        |
| 3    | 06-07-1992 | Torneo Internazionale Palerme          | Tier IV        | 100 000 $      | Terre (ext.)   | Halle Carroll Maria Jose Gaidano           | Petra Langrová Ana-Maria Segura-Perez      | 6-3, 4-6, 6-3     | Tableau        |
| 4    | 05-07-1993 | Torneo Internazionale Palerme          | Tier IV        | 100 000 $      | Terre (ext.)   | Karin Kschwendt Natalia Medvedeva          | Silvia Farina Brenda Schultz               | 6-4, 7-6          | Tableau        |
| 5    | 04-07-1994 | Torneo Internazionale Palerme          | Tier IV        | 100 000 $      | Terre (ext.)   | Ruxandra Dragomir Laura Garrone            | Alice Canepa Giulia Casoni                 | 6-1, 6-0          | Tableau        |
| 6    | 10-07-1995 | Torneo Internazionale Palerme          | Tier IV        | 107 500 $      | Terre (ext.)   | Radka Bobková Petra Langrová               | Petra Ritter Katarína Studeníková          | 6-4, 6-1          | Tableau        |
| 7    | 15-07-1996 | Torneo Internationale Palerme          | Tier IV        | 107 500 $      | Terre (ext.)   | Janette Husárová Barbara Schett            | Florencia Labat Barbara Rittner            | 6-1, 6-2          | Tableau        |
| 8    | 14-07-1997 | Torneo Internazionale Palerme          | Tier IV        | 163 000 $      | Terre (ext.)   | Silvia Farina Barbara Schett               | Florencia Labat Mercedes Paz               | 2-6, 6-1, 6-4     | Tableau        |
| 9    | 13-07-1998 | Torneo Internazionale Palerme          | Tier IV        | 107 500 $      | Terre (ext.)   | Pavlina Nola Elena Wagner                  | Barbara Schett Patty Schnyder              | 6-4, 6-2          | Tableau        |
| 10   | 12-07-1999 | Torneo Internazionale Palerme          | Tier IVa       | 142 500 $      | Terre (ext.)   | Tina Križan Katarina Srebotnik             | Åsa Svensson Sonya Jeyaseelan              | 4-6, 6-3, 6-0     | Tableau        |
| 11   | 10-07-2000 | Internazionali Femminili Palerme       | Tier IVb       | 110 000 $      | Terre (ext.)   | Silvia Farina Rita Grande                  | Ruxandra Dragomir Virginia Ruano Pascual   | 6-4, 0-6, 7-66    | Tableau        |
| 12   | 09-07-2001 | Internazionali Femminili Palerme       | Tier V         | 110 000 $      | Terre (ext.)   | Tathiana Garbin Janette Husárová           | María José Martínez Anabel Medina          | 4-6, 6-2, 6-4     | Tableau        |
| 13   | 08-07-2002 | Internazionali Femminili Palerme       | Tier V         | 110 000 $      | Terre (ext.)   | Evgenia Kulikovskaya Ekaterina Sysoeva     | Lioubomira Batcheva Angelika Roesch        | 6-4, 6-3          | Tableau        |
| 14   | 07-07-2003 | Internazionali Femminili Palerme       | Tier V         | 110 000 $      | Terre (ext.)   | Adriana Serra Zanetti Emily Stellato       | María José Martínez Arantxa Parra Santonja | 6-4, 6-2          | Tableau        |
| 15   | 19-07-2004 | Internazionali Femminili Palerme       | Tier V         | 110 000 $      | Terre (ext.)   | Anabel Medina Arantxa Sánchez              | Ľubomíra Kurhajcová Henrieta Nagyová       | 6-3, 7-64         | Tableau        |
| 16   | 18-07-2005 | Internazionali Femminili Palerme       | Tier IV        | 140 000 $      | Terre (ext.)   | Giulia Casoni Mariya Koryttseva            | Klaudia Jans Alicja Rosolska               | 4-6, 6-3, 7-5     | Tableau        |
| 17   | 18-07-2006 | Internazionali Femminili Palerme       | Tier IV        | 145 000 $      | Terre (ext.)   | Janette Husárová Michaëlla Krajicek        | Alice Canepa Giulia Gabba                  | 6-0, 6-0          | Tableau        |
| 18   | 16-07-2007 | Internazionali Femminili Palerme       | Tier IV        | 145 000 $      | Terre (ext.)   | Mariya Koryttseva Darya Kustova            | Alice Canepa Karin Knapp                   | 6-4, 6-1          | Tableau        |
| 19   | 07-07-2008 | Internazionali Femminili Palerme       | Tier IV        | 145 000 $      | Terre (ext.)   | Sara Errani Nuria Llagostera Vives         | Alla Kudryavtseva A. Pavlyuchenkova        | 2-6, 7-61, [10-4] | Tableau        |
| 20   | 13-07-2009 | Internazionali Femminili Palerme       | Intern'l       | 220 000 $      | Terre (ext.)   | Nuria Llagostera Vives María José Martínez | Mariya Koryttseva Darya Kustova            | 6-1, 6-2          | Tableau        |
| 21   | 12-07-2010 | XXIII Internazionali Femminili Palerme | Intern'l       | 220 000 $      | Terre (ext.)   | Alberta Brianti Sara Errani                | Jill Craybas Julia Görges                  | 6-4, 6-1          | Tableau        |
| 22   | 11-07-2011 | XXIV Internazionali Femminili Palerme  | Intern'l       | 220 000 $      | Terre (ext.)   | Sara Errani Roberta Vinci                  | Andrea Hlaváčková Klára Zakopalová         | 7-5, 6-1          | Tableau        |
| 23   | 09-07-2012 | XXV Internazionali Femminili Palerme   | Intern'l       | 220 000 $      | Terre (ext.)   | Renata Voráčová Barbora Strýcová           | Darija Jurak Katalin Marosi                | 7-65, 6-4         | Tableau        |
| 24   | 08-07-2013 | XXVI Italiacom Open Palerme            | Intern'l       | 235 000 $      | Terre (ext.)   | Kristina Mladenovic Katarzyna Piter        | Karolína Plíšková Kristýna Plíšková        | 6-1, 5-7, [10-8]  | Tableau        |
|      | 2014-2018  | Pas de tournoi                         | Pas de tournoi | Pas de tournoi | Pas de tournoi | Pas de tournoi                             | Pas de tournoi                             | Pas de tournoi    | Pas de tournoi |
| 25   | 22-07-2019 | 30° Palermo Ladies Open Palerme        | Intern'l       | 226 750 $      | Terre (ext.)   | Cornelia Lister Renata Voráčová            | Ekaterine Gorgodze Arantxa Rus             | 7-62, 6-2         | Tableau        |
| 26   | 03-08-2020 | 31° Palermo Ladies Open Palerme        | Intern'l       | 163 103 $      | Terre (ext.)   | Arantxa Rus Tamara Zidanšek                | Elisabetta Cocciaretto Martina Trevisan    | 7-5, 7-5          | Tableau        |
| 27   | 19-07-2021 | 32° Palermo Ladies Open Palerme        | WTA 250        | 235 238 $      | Terre (ext.)   | Erin Routliffe Kimberley Zimmermann        | Alexandra Panova Julia Wachaczyk           | 7-6, 4-6, [10-4]  | Tableau        |
| 28   | 17-07-2022 | 33° Palermo Ladies Open Palerme        | WTA 250        | 251 750 $      | Terre (ext.)   | Anna Bondár Kimberley Zimmermann           | Amina Anshba Panna Udvardy                 | 6-3, 6-2          | Tableau        |
| 29   | 17-07-2023 | 34° Palermo Ladies Open Palerme        | WTA 250        | 259 303 $      | Terre (ext.)   | Yana Sizikova Kimberley Zimmermann         | Angelica Moratelli Camilla Rosatello       | 6-2, 6-4          | Tableau        |
| 30   | 15-07-2024 | 35° Palermo Ladies Open Palerme        | WTA 250        | 259 303 $      | Terre (ext.)   | Alexandra Panova Yana Sizikova             | Yvonne Cavallé Reimers Aurora Zantedeschi  | 4-6, 6-3, [10-5]  | Tableau        |
| 31   | 15-07-2025 | 36° Palermo Ladies Open Palerme        | WTA 125        | 115 000 $      | Terre (ext.)   | Estelle Cascino Feng Shuo                  | Momoko Kobori Ayano Shimizu                | 6-2, 62-7, [10-7] | Tableau        |